# Dowództwo Okręgu Korpusu Nr II

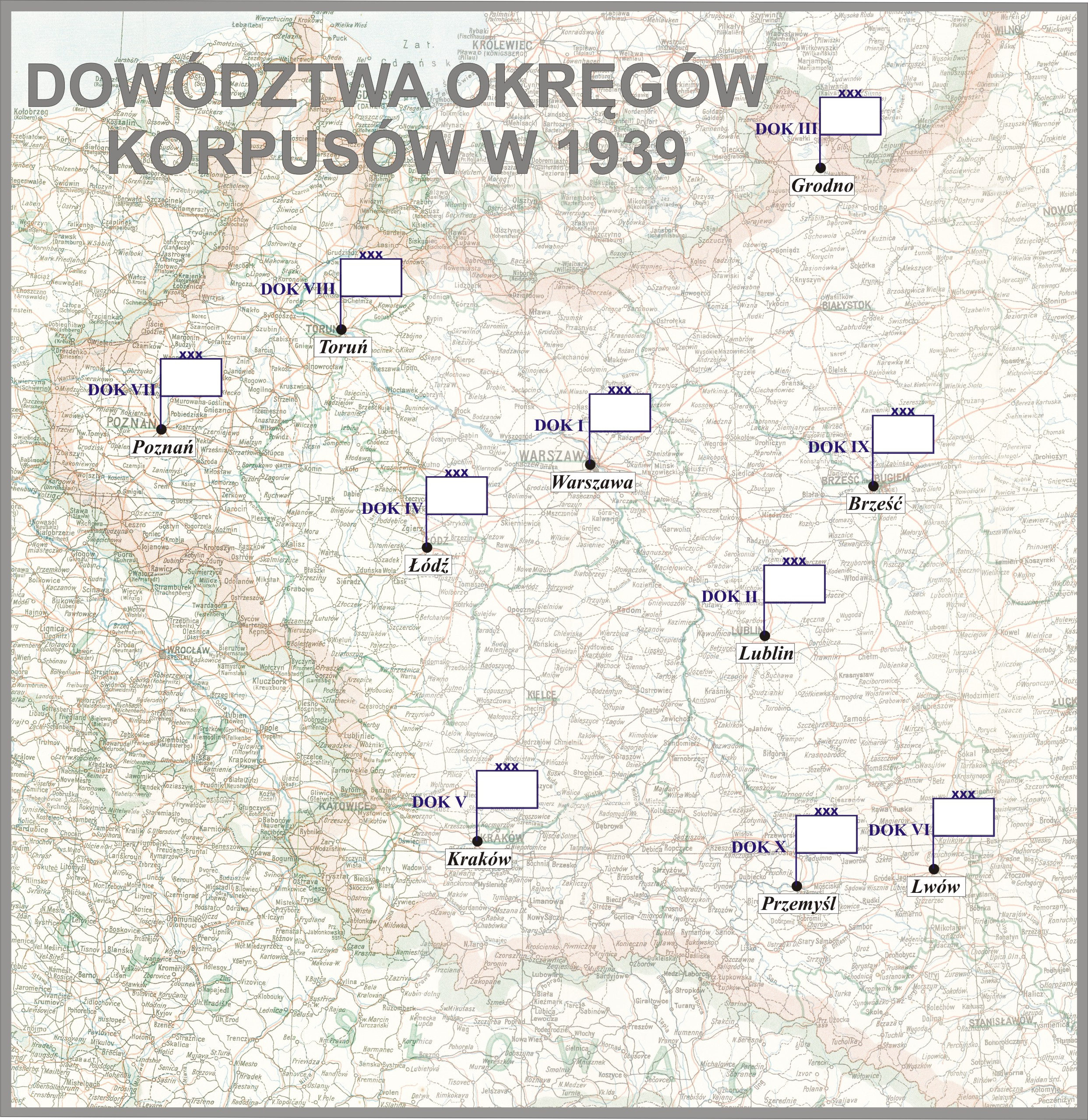
DOK w 1939

Dowództwo Okręgu Korpusu Nr II (DOK II) – terytorialny organ Ministerstwa Spraw Wojskowych w latach 1921–1939, pełniący funkcje administracyjno-gospodarcze, mobilizacyjne i garnizonowo-porządkowe z siedzibą w Lublinie, w pałacu gubernialnym).
14 września 1939 roku dowódca okręgu generał Smorawiński wyjechał z Lublina do Kowla, gdzie przystąpił do organizowania nowej stacji rozdzielczej, która zgodnie z rozkazem naczelnego kwatermistrza miała zaopatrywać armie generałów: Szyllinga, Piskora i Dąb-Biernackiego.

## Obsada personalna dowództwa okręgu
Dowódcy okręgu
- gen. Jan Romer (od 25 IX 1921 )
- gen. Władysław Jung (od 16 VI 1926)
- gen. bryg. Stanisław Taczak (od 31 X 1928)
- gen. bryg. Jerzy Dobrodzicki (od 24 XII 1929)
- gen. bryg. Mieczysław Smorawiński (20 XI 1934 – IX 1939, † 1940 Katyń)

Zastępcy dowódcy okręgu
- gen. bryg. Władysław Bejnar (XI 1922 – XI 1923)
- gen. bryg. Franciszek Antoni Zieliński (1924)
- gen. bryg. Juliusz Kleeberg (VIII – IX 1939)

Inspektorzy poboru, pomocnicy dowódcy do spraw uzupełnień
- płk piech. Edwin Ernst (1924 – 1929)[2]
- płk piech. Edward Kańczucki (1929 – 1930)
- płk dypl. Stefan Iwanowski (X 1931 – IV 1938)
- płk dypl. Leon Koc

Szefowie sztabu
- ppłk Stanisław Burhardt-Bukacki (16 – 22 XI 1918)
- ppłk SG Mieczysław Nicefor Więckowski (1923 – XI 1925)
- ppłk SG Maksymilian Milan-Kamski (15 XII 1925 – III 1927 → dowódca 49 pp)
- ppłk SG Leon Koc (V 1927 – 1 XII 1930 → zastępca dowódcy 5 pp Leg.)
- płk dypl. piech. Leopold Endel-Ragis (1 XII 1930 – XII 1934 → dowódca piechoty dywizyjnej 9 DP)
- płk dypl. piech. Tadeusz Alf-Tarczyński[3]

Zastępcy szefa sztabu
- ppłk p. SG Juliusz Drapella (20 XI 1922 – 1 IV 1923)
- ppłk SG Romuald Wolikowski (1923)
- ppłk SG Tadeusz Szałowski (15 X 1923 – 1924)

Szefowie Poborowi / Pomocnicy dowódcy do spraw uzupełnień
- ppłk Erwin Ernst  (był w 1923)[4]

Kwatermistrz
- płk dypl. Władysław Ignacy Michalski (1939, † 1940 Charków)

Dowódca Obrony Przeciwlotniczej
- ppłk dypl. piech. Lucjan Władysław Ruszczewski[5][6] (p.o. 1937 – 1938 → stan spoczynku)
- płk piech. Jan Załuska (1938–1939, † 1940 Katyń)

Szefowie Saperów i Inżynierii
- płk sap. inż. Maciej Józef Radziukinas (22 V 1922 – X 1925)

Szefowie Intendentury / szefowie 2 Okręgowego Szefostwa Intendentury / szefowie Szefostwa Intendentury i Taborów OK II
- ppłk / płk int. Piotr Lewandowski (3 VI 1919[7] – VII 1924 → Dep. VII MSWojsk[8].)
- ppłk int. dr Karol Rudolf (VII 1924[8] – XII 1927)
- ppłk int. dypl. Michał Burgieł (VI 1930[9] – †8 VII 1935[10])
- płk dypl. Kazimierz Partyka (1938 –)

Szefowie sanitarni / szefowie 2 Okręgowego Szefostwa Sanitarnego
- płk lek. Henryk Rump (12 XII 1918 – †24 III 1920)
- płk lek. Tadeusz Szymański (był w 1923)[4]
- płk lek. Mieczysław Sosnowski (od XI 1927[11])
- płk lek. Bolesław Błażejewski (I 1936 – IX 1939)

Szefowie weterynarii
- ppłk lek. wet. Kazimierz Zagrodzki  (był w 1923)
- płk lek. wet. dr Wiktor Lindenbaum (do XI 1934[12])
- ppłk / płk lek. wet. dr Jan I Wajda (XI 1934[13] – 1939)

Szefowie artylerii i uzbrojenia
- płk Jan Skrutkowski (był w 1923)[4]
- płk Leonard Tucker

Szefowie Wojsk Samochodowych
- płk Tadeusz Gałecki (do 6 VI 1919 → Armia Wielkopolska)
- płk Henryk Buczyński (p.o. od 24 V 1919[14])

Szefowie Łączności i szefowie 2 Okręgowego Szefostwa Łączności w latach 1921-1929 i w 1939 roku
- kpt. / mjr łącz. Gustaw Rakowski (1923[15] – V 1927 → p.o. zastępcy dowódcy 1 płącz[16])
- mjr łącz. Wacław Świętochowski (od V 1927[16])

Szefowie remontu
- płk Bogdan Rudolf (był w 1923)[4]

Szefowie duszpasterstwa katolickiego
- ks. dziekan Jan Idec (do † 19 IX 1925[17]
- ks. dziekan Jan Pajkert (od 1 X 1925[18][19])

Dziekan prawosławny
- ks. kapelan rezerwy powołany do służby czynnej Jerzy Szretter

## Oficerowie DOK II – ofiary zbrodni katyńskiej
- mjr dypl. Józef Słowiński † 1940 Katyń
- mjr Władysław Walecki † 1940 Katyń
- kpt. adm. (piech.) Sylwester Jarosz – kierownik referatu mob. † 1940 Katyń
- kpt. adm. (piech.) Stanisław Połczyński – oficer mob. † 1940 Katyń
- kpt. adm. (piech.) Piotr Pełka – kierownik referatu † 1940 Katyń
- kpt. adm. (piech.) Henryk Wdówka † 1940 Katyń
- kpt. adm. Adam Tadeusz Zamarski † 1940 Katyń
- por. rez. Wincenty Konrad Świetliński † 1940 Katyń
- ppor. rez. Franciszek Chmielowiec – pracownik Szefostwie Budownictwa † 1940 Katyń

- mjr adm. (piech.) Wojciech Beuth – kierownik referatu w Wydziale Uzupełnień i Mob. † 1940 Charków
- mjr int. Józef Bydliński – Szefostwo Intendentury
- rtm. st. sp. Zygmunt Marian Baranowski – referent Dowództwa OPL † 1940 Charków